# 특이과립
특이과립(specific granules) 또는 특수과립, 2차과립(secondary granules)은 면역계의 세포인 과립구에서만 발견되는 분비성 소포이다.
호중구에만 특이적으로 존재한다고 기술되어 있는 경우도 있고, 호산구와 같은 다른 종류의 과립구에도 특이과립이라는 용어를 사용하기도 한다.
특이과립은 여러 효소와 항미생물 펩타이드 등의 세포독성을 가지는 물질을 안에 보관하고 있다. 면역의 자극이 있으면 과립구가 활성화되면서 탈과립이라는 과정을 통해 특이과립 안의 물질들이 분비된다.

## 내용물
특이과립에 들어 있는 내용물은 과립구의 종류마다 다음과 같다.
- 호중구: 알칼리성 인산가수분해효소(ALP), 락토페린, 라이소자임, NADPH 산화효소
- 호산구: 카텝신, 주요기초단백질
- 호염기구: 헤파린, 히스타민. 직접 세포독성을 발휘하지는 않는다.

## 임상적 중요성
특이과립 결핍증은 CEBPE 유전자와 연관이 있을 수 있다.